# Tajogaite
Volcà de Tajogaite, és el nom del volcà situat en el municipi d'El Paso a l'illa de La Palma, Canàries. És el volcà terrestre més jove de l'arxipèlag. Es va originar en l'erupció que va tenir lloc des del 19 de setembre de 2021 al 13 de desembre d'aquest mateix any, després de 85 dies d'activitat. És l'erupció històrica més llarga registrada a l'illa i la tercera en l'arxipèlag.

## Toponímia
Tajogaite és el nom que rep una zona de l'illa de La Palma pertanyent al municipi del Paso i situada al sud dels Romanciaderos, propera a la Muntanya Rajada. El topònim apareix freqüentment a partir del segle xviii en registres locals vinculats a la propietat de la terra, no obstant això la seva utilització ve donada des de temps on habitaven l'illa els benahoaritas.

## Història
El volcà va començar la seva activitat el 19 de setembre i va finalitzar el 13 de desembre del 2021.
La zona d'erupció es troba al paratge anomenat Montaña Rajada.
Després de 85 dies d'activitat el volcà havia llançat més de 200 milions de metres cúbics de lava, havia destruït 2.988 immobles, la majoria vivendes, i havia sepultat 73,8 quilòmetres de carreteres, tallant totes les vies terrestres de l'oest de l'illa.

## Protecció
El 19 de desembre de 2023 es va anunciar mitjançant un decret llei en el BOC les mesures cautelars per la possible existència de llocs d'interès geomorfològic, per la qual cosa quedarien protegits el volcà de Tajogaite i el seu entorn, així com les dues fajanas. Això entrava dins de les mesures en matèria territorial i urbanística per a la recuperació econòmica i social de l'illa de La Palma després de l'erupció volcànica de 2021.